# Стрижнёв, Пётр Петрович
Пётр Петрович Стрижнёв (19 июля 1944, Цюрупинск — 21 февраля 2005, Георгиевск) — советский и российский шахматист, мастер спорта СССР (1981).

## Биография
Детство провел в Красном Сулине. В возрасте 6 лет получил тяжелую травму при взрыве снаряда. Потерял правую руку и частично утратил зрение (к 20 годам ослеп окончательно).
Учился в специализированной школе для слабовидящих детей в Новочеркасске, затем — в аналогичном учебном заведении в Кисловодске. Позже окончил исторический факультет Кабардино-Балкарского университета.
Много лет жил в Георгиевске. Работал в цехе УПП ВОС.
Начал заниматься шахматами во время учёбы в школе. Позже активно участвовал в ставропольских краевых соревнованиях (в том числе и для зрячих шахматистов). В 1971 г. стал чемпионом Ставропольского края среди незрячих.
С 1973 г. участвовал во всероссийских соревнованиях для незрячих. В 1977 г. стал победителем чемпионата РСФСР среди незрячих (разделил 1—2 места с С. Н. Крыловым).
В 1999 г. стал серебряным призёром чемпионата Европы среди незрячих в Крынице (набрал 7 из 9, разделил 1—3 места с Т. Жолтеком и Л. В. Лысенко-Жильцовой; медали были распределены на основании подсчёта дополнительных показателей).
В составе сборной СССР стал победителем шахматных олимпиад для незрячих 1980 и 1985 гг. На олимпиаде 1980 г., проводившейся в Нордвейкерхауте, выполнял функции запасного участника, на олимпиаде 1985 г. в Бенидорме играл на 4-й доске (6½ из 8). Позже ещё трижды добивался такого успеха в составе сборной России. Также в составе сборной России дважды победил в Кубке мира среди незрячих.
Удачно выступил в специальном турнире для незрячих, проведенном в Реджо-Эмилии в 1991 г. параллельно с основным соревнованием (занял 3 место, набрав 7½ из 11, на пол-очка меньше С. Н. Крылова и П. Бенсона; остальные участники существенно отстали).
Много лет был председателем шахматной федерации Георгиевска. В 1989 г. стал членом совета Шахматной федерации СССР, в 1990 г. — председателем Союза незрячих шахматистов СССР, в 1992 г. — вице-президентом Международной ассоциации незрячих шахматистов.
В 1999 г. был награждён почетным знаком «Отличник ВОС».
В память о Стрижнёве в Ставропольском крае проводится турнир для инвалидов по зрению «Ход конем».

### Семья
Был женат. Дочь Наталья работает психологом.